# Karahan, Çukurova
Karahan là một xã thuộc huyện Çukurova, tỉnh Adana, Thổ Nhĩ Kỳ. Dân số thời điểm năm 2009 là 389 người.